# آن ويلكس تاكر
آن ويلكس تاكر (بالإنجليزية: Anne Wilkes Tucker)‏ هي أمينة متحف أمريكية، ولدت في 18 أكتوبر 1945 في باتون روج في الولايات المتحدة.